# Taeniaptera balzapambana
Taeniaptera balzapambana är en tvåvingeart som beskrevs av Günther Enderlein 1922. Taeniaptera balzapambana ingår i släktet Taeniaptera och familjen skridflugor.
Artens utbredningsområde är Ecuador. Inga underarter finns listade i Catalogue of Life.